# Trematodon borbonicus
Trematodon borbonicus là một loài rêu trong họ Bruchiaceae. Loài này được Besch. mô tả khoa học đầu tiên năm 1880.